# Golden Nugget Atlantic City
El Golden Nugget Atlantic City fue construido, operado y propiedad de Golden Nugget Companies antes de venderlo a Bally's Entertainment Corporation, en la cual cambió de nombre a Bally's Grand Casino/Hotel. La venta fue propuesta por el fundador Steve Wynn debido a las frustraciones en las irregularidades en los juegos en Nueva Jersey.
Fue el primer y único "casino local" de la ciudad. El Atlantic Club cerró permanentemente el 13 de enero de 2014, a las 12:01 a. m., en gran parte como resultado de la disminución de visitantes al casino en Atlantic City debido a la creciente competencia en estados vecinos. Un tercio de los casinos del paseo marítimo de Atlantic City cerraron el mismo año, siendo los otros el Revel, el Trump Plaza y el Showboat. Las propuestas de reurbanización incluyen un parque acuático.
El 6 de noviembre de 2013, el propietario del Atlantic Club, Resorts International Holdings, propiedad a su vez de Colony Capital, presentó una solicitud de protección por bancarrota bajo el capítulo 11 y una fuente reveló al Wall Street Journal que se llevaría a cabo una venta en bancarrota. El 23 de diciembre de 2013, la Juez Federal de Bancarrota Gloria M. Burns aprobó la venta del Atlantic Club a Caesars Entertainment Corporation y Tropicana Entertainment. Tropicana adquirió el equipo de juego y los registros de clientes del Atlantic Club. Caesars adquirió los activos inmobiliarios y no relacionados con el juego. Esto devolvió la propiedad a Caesars Entertainment, que la vendió nueve años antes a Colony Capital como parte de su adquisición por Harrah's Entertainment.

## Historia

### Golden Nugget (1980–1987)
El Hotel & Casino Golden Nugget fue construido en 1980 por una asociación de Golden Nugget Companies y Michael R. Milken por $140 millones.
Steve Wynn compró el Motel Strand en Boston Avenue y el Boardwalk por $8.5 millones y lo demolió. Joel Bergman, quien diseñó otros complejos turísticos de Wynn, diseñó el Golden Nugget, y Atlandia Design se encargó del diseño, construcción y amueblado de las instalaciones originales. Fue el sexto casino de Atlantic City después de que se legalizara el juego en 1976. Tenía 506 habitaciones y en ese momento era el segundo casino más pequeño de la ciudad. Para 1983, era el casino que más ganancias generaba en la ciudad. En su teatro de 500 asientos, el Opera House, se presentaron artistas como Frank Sinatra, Dean Martin, Sammy Davis, Jr., Dolly Parton, Lou Rawls y Don Rickles. Los anuncios incluían a Wynn, incluso uno en el que entregaba toallas a Sinatra. Fue el primer casino importante de Wynn después de establecer su reputación al revivir el Golden Nugget Las Vegas.

### Bally's Grand (1987–1996)
Wynn tuvo conflictos de alto perfil con funcionarios estatales y, en 1987, vendió el casino por $440 millones a Bally Manufacturing, que cambió el nombre a Bally's Grand Hotel and Casino. Frustrado con los reguladores estatales de juegos, Wynn prometió públicamente que nunca regresaría a Atlantic City, aunque había matizado su retórica con la compra de un área cerca de Atlantic City Marina. Wynn dejó Atlantic City para construir The Mirage en Las Vegas, lo que marcó la transformación moderna del Las Vegas Strip.

### Hilton (1996–2011)
Después de que Hilton Hotels Corporation adquirió Bally Entertainment, la propiedad pasó a llamarse Atlantic City Hilton. En 1998, Hilton Corporation escindió sus propiedades de casinos en una nueva compañía llamada inicialmente Park Place Entertainment.
En el año 2000, Nicholas L. Ribis, en asociación con Colony Capital, LLC, compró el mal desempeño del Resorts Atlantic City por $140 millones y creó Resorts International Holdings. Luego, en 2005, se propusieron comprar cuatro propiedades de casinos en los Estados Unidos, incluido el Atlantic City Hilton, por un total combinado de $1.24 mil millones.
Hasta diciembre de 2009, Resorts Atlantic City y el Atlantic City Hilton se gestionaron como una única entidad llamada "Atlantic City Hilton and Resorts Atlantic City", cuyo presidente era Anthony Rodio. El 10 de diciembre de 2009, se anunció que Resorts International no podía pagar la hipoteca de la propiedad del Resorts Atlantic City y llegó a un acuerdo para que se cancelara el préstamo y se entregara la propiedad a RAC Atlantic City Holdings L.L.C.

### ACH Casino Resort (2011–2012)
En junio de 2011, Hilton Hotels finalizó el acuerdo de licencia con Colony Capital y el nombre Hilton se eliminó oficialmente como nombre del casino, pasando el nombre temporal del casino a ser ACH Casino Resort. La señalización en el exterior e interior del casino fue retirada en otoño cuando se aprobó la terminación del acuerdo de licencia. Su propiedad hermana, el Las Vegas Hilton, también perdió su acuerdo y cambió su nombre a LVH - Las Vegas Hotel & Casino en enero de 2012.

### The Atlantic Club (2012–2014)

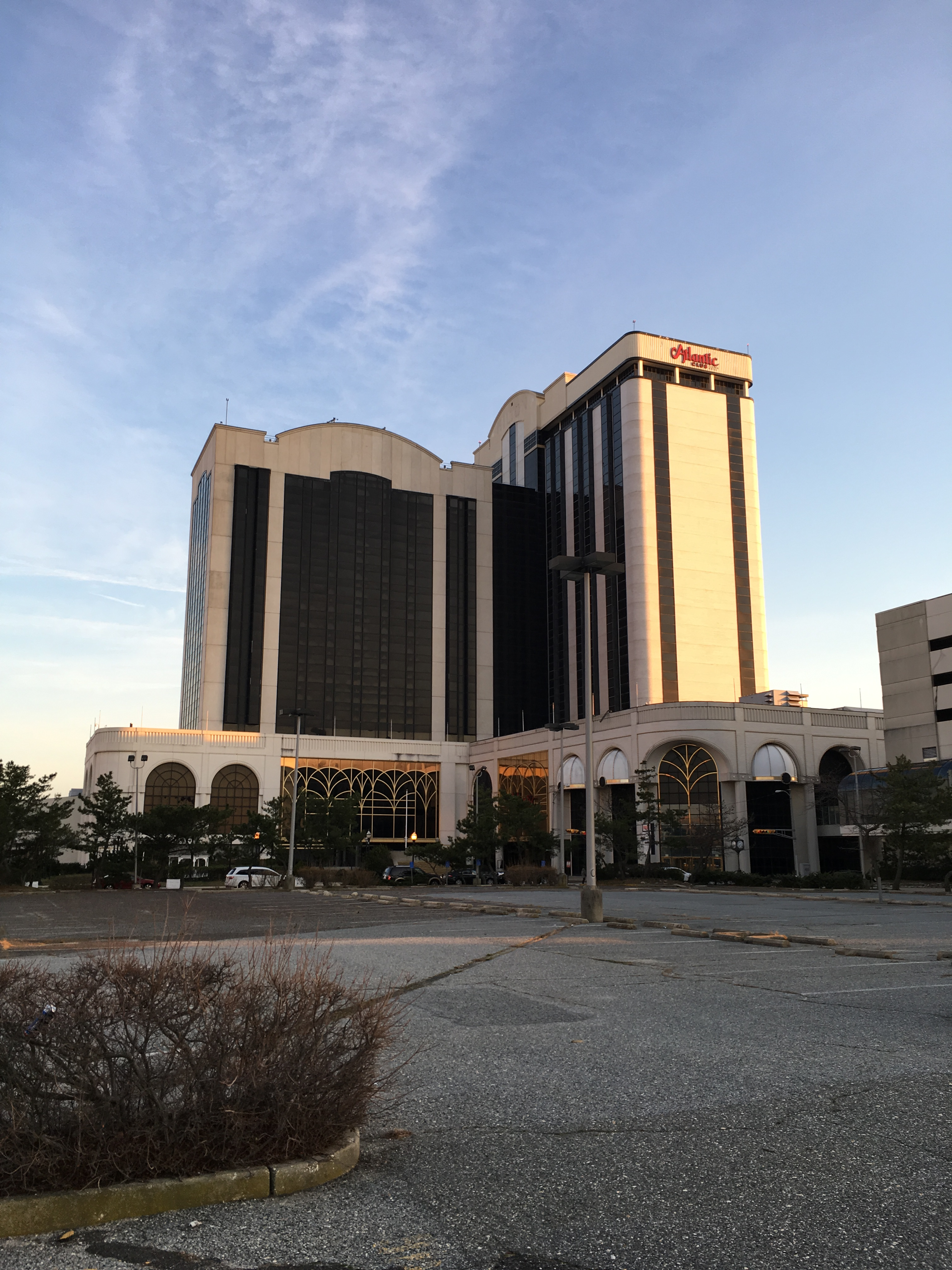
Exterior del Atlantic Club cerrado, 2016.

El 7 de febrero de 2012, el casino se convirtió en un casino local y cambió su nombre a The Atlantic Club Casino Hotel. Las renovaciones en el piso de juego y en las habitaciones comenzaron de inmediato en un esfuerzo por refrescar y actualizar la propiedad. El nuevo lema también entró en vigencia: "Un casino para el resto de nosotros".
En diciembre de 2012, se informó que el Grupo Rational, la empresa matriz del sitio de juegos en línea PokerStars, estaba en conversaciones para comprar el Atlantic Club por menos de $50 millones, impulsado por un proyecto de ley en debate en Nueva Jersey para legalizar las operaciones de juegos en línea de los propietarios de casinos. Se anunció un acuerdo de compra en enero de 2013, pero se canceló en abril después de que Rational no cumpliera con la fecha límite para obtener una licencia de juego temporal.
El 20 de diciembre de 2013, se anunció que el Atlantic Club Casino Hotel cerraría el 13 de enero de 2014. Caesars Entertainment compró la propiedad mientras que Tropicana compró todas las máquinas tragamonedas, mesas de juego y bases de datos de jugadores en una compra conjunta de quiebra por un total combinado de $23.4 millones.
El 29 de mayo de 2014, Caesars Entertainment vendió el Atlantic Club a TJM Properties, una firma de desarrollo de Florida que había comprado y reabierto el antiguo Claridge Casino Hotel en Atlantic City a principios del mismo año. El precio de compra informado para el Atlantic Club fue de $13.5 millones. La firma planeaba reabrirlo como una propiedad sin juegos, como un hotel, o venderlo.

### Futuro
En 2015, se propusieron planes de reurbanización para el complejo cerrado por la empresa Endeavor Property Group, con sede en Pensilvania, que contemplaba la renovación de los edificios existentes para convertirlos en un complejo turístico sin juegos que incluiría dos parques acuáticos cubiertos. Se construiría un parque acuático cubierto de 81,000 pies cuadrados al otro lado de la calle desde el Atlantic Club, en la manzana limitada por las avenidas Pacific, Atlantic, Boston y Sovereign, que actualmente es un estacionamiento a nivel utilizado por el complejo, así como un parque acuático cubierto más pequeño orientado a adultos frente al paseo marítimo. El espacio del antiguo casino se convertiría en espacio de convenciones renovado y un gran salón de juegos. El proyecto fue aprobado por la CRDA en julio de 2015; la CRDA también está planeando un "Proyecto Gateway" adyacente al sitio, que propone la reurbanización de oficinas y académica a lo largo de Albany Avenue, incluido el sitio de la antigua Escuela Secundaria de Atlantic City.
En marzo de 2017, el Grupo de Desarrollo R & R acordó comprar la propiedad con la intención de convertirla en un centro de entretenimiento familiar con un parque acuático, pero el trato se cayó dos meses después porque R & R no pudo obtener financiamiento.
En septiembre de 2018, la Universidad Stockton intentó comprar la propiedad para expandirse. Planeaba mantener el estacionamiento, pero demoler la estructura principal. El trato se cayó después de que TJM rechazara la venta. Más tarde en noviembre de 2018, un grupo de desarrollo de Nueva York estaba en conversaciones para comprar The Atlantic Club, pero el trato nunca se concretó.
En febrero de 2019, se presentó un acuerdo de venta por parte del propietario de la propiedad, TJM Properties, sin embargo, negaron la venta de la propiedad.
Más recientemente, en octubre de 2019, la propiedad fue vendida a Colesseo Atlantic City, Inc. El 23 de octubre de 2019, el propietario contrató a un corredor con sede en Nueva Jersey.